# Huntington (Massachusetts)
Huntington és un poble dels Estats Units a l'estat de Massachusetts. Segons el cens del 2000 tenia 2.174 habitants.

## Demografia
Segons el cens del 2000, Huntington tenia 2.174 habitants, 809 habitatges, i 597 famílies. La densitat de població era de 31,5 habitants/km².
Dels 809 habitatges en un 35% hi vivien nens de menys de 18 anys, en un 60,4% hi vivien parelles casades, en un 8,9% dones solteres, i en un 26,2% no eren unitats familiars. En el 19,2% dels habitatges hi vivien persones soles el 6,8% de les quals corresponia a persones de 65 anys o més que vivien soles. El nombre mitjà de persones vivint en cada habitatge era de 2,69 i el nombre mitjà de persones que vivien en cada família era de 3,1.
Per edats la població es repartia de la següent manera: un 27,7% tenia menys de 18 anys, un 6,4% entre 18 i 24, un 30% entre 25 i 44, un 26,1% de 45 a 60 i un 9,7% 65 anys o més.
L'edat mediana era de 37 anys. Per cada 100 dones de 18 o més anys hi havia 98,2 homes.
La renda mediana per habitatge era de 48.958 $ i la renda mediana per família de 52.308$. Els homes tenien una renda mediana de 36.893 $ mentre que les dones 113,37 €. La renda per capita de la població era de 19.385$. Entorn del 4,4% de les famílies i el 5,8% de la població estaven per davall del llindar de pobresa.